# Ricardo Aparecido Tavares
Ricardo Aparecido Tavares (nacido el 23 de abril de 1987) es un futbolista brasileño que se desempeña como centrocampista.
Jugó para clubes como el Tokyo Verdy, Palmeiras, Mogi Mirim y Marília.

## Trayectoria

### Clubes
| Club        | País   | Año  |
| ----------- | ------ | ---- |
| Tokyo Verdy | Japón  | 2006 |
| Palmeiras   | Brasil | 2007 |
| São Bento   | Brasil | 2008 |
| Mogi Mirim  | Brasil | 2009 |
| Marília     | Brasil | 2010 |
| Icasa       | Brasil | 2011 |
| Cuiabá      | Brasil | 2011 |
| Itapirense  | Brasil | 2011 |
| Marília     | Brasil | 2012 |
| Guarany     | Brasil | 2012 |